# Гибриды розы Ругоза

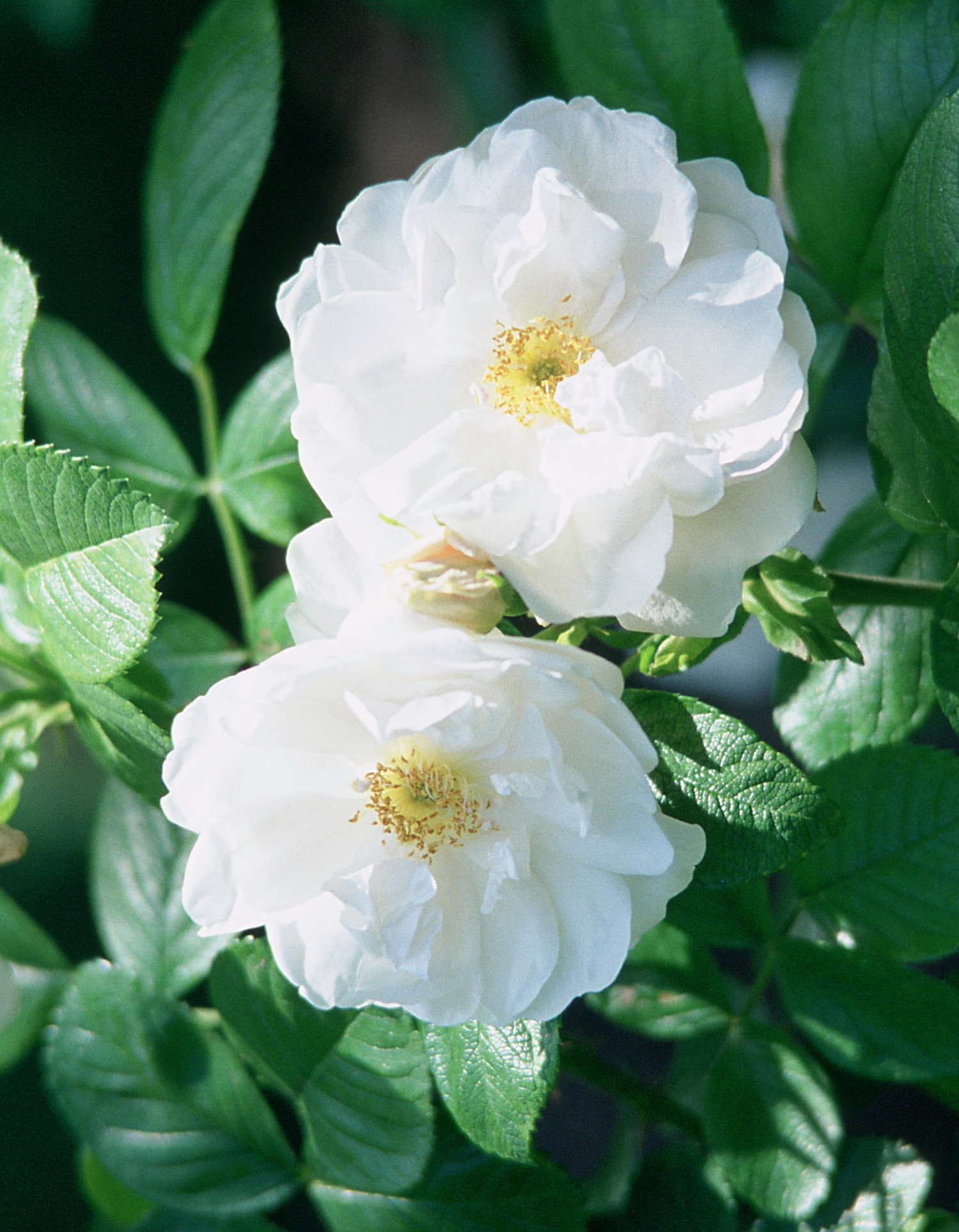
Rosa 'Mary Manners'

Гибриды розы Ругоза (Руг) (англ. Hybrid Rugosa (HRg)) — один из классов современных садовых сортов роз, созданных на основе шиповника морщинистого (лат. Rosa rugosa).
Исходный вид — Роза морщинистая — распространён на Дальнем Востоке России, в Корее и Северном Китае. Растёт группами в зарослях на песчаных или песчано-галечных морских побережьях, на прибрежных лугах.
Известны две основные формы: с белыми цветками и розовыми или красными. Цветки декоративны, 6—10 см в диаметре, обладают приятным ароматом, в соцветиях по 3—6 цветков.
Цветение продолжительное, повторяющееся до осени. Роза морщинистая отличается высокой зимостойкостью и устойчивостью к болезням. Широко используется селекционерами как ценная исходная форма для гибридизации с различными садовыми розами с целью получения зимостойких сортов.

## Характеристика

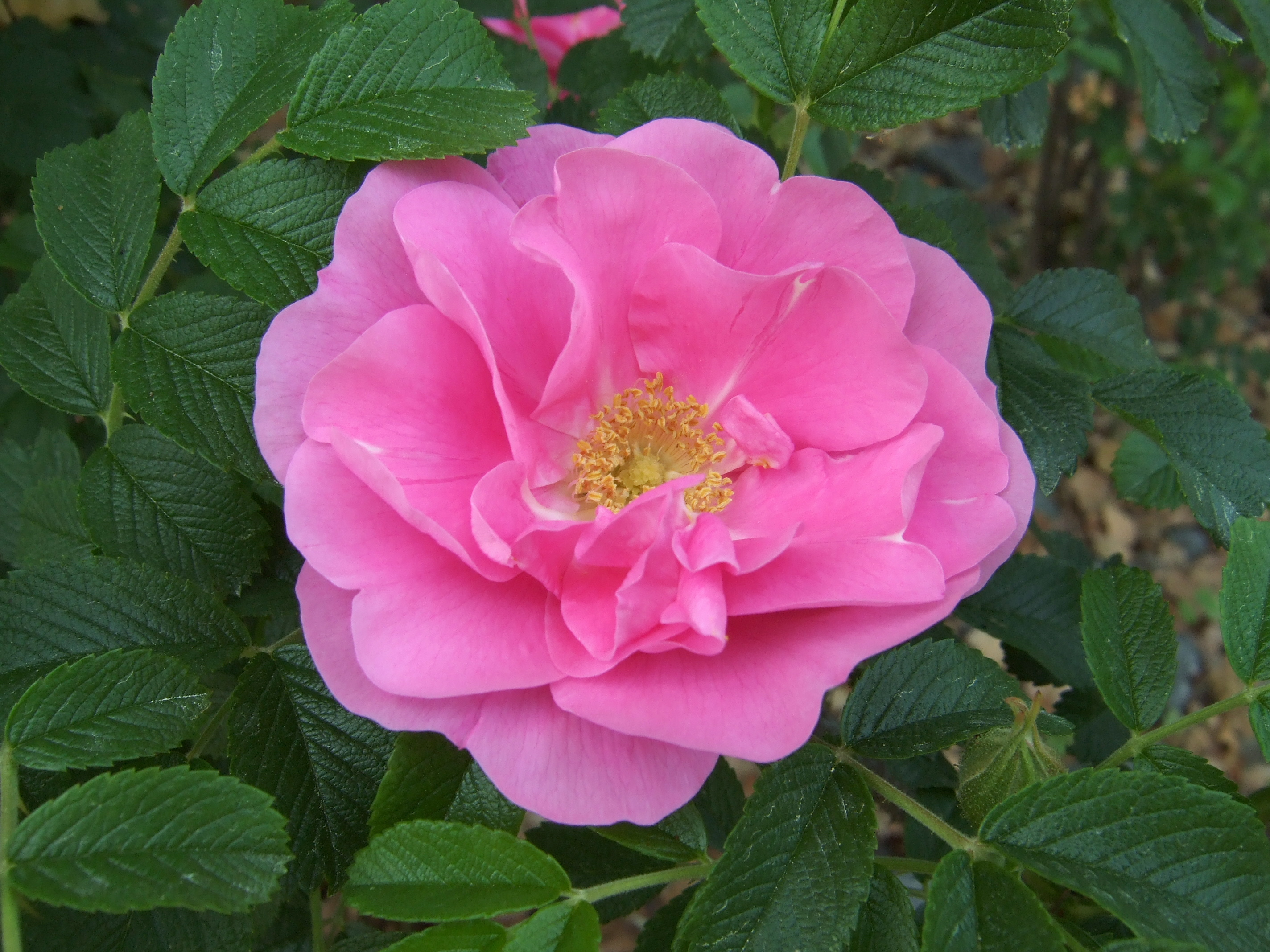
Rosa 'Jens Munk'

Цветки роз класса Гибриды розы Ругоза могут быть белые, розовые, жёлтые ('Topaz Jewel' и др.) и красные различных оттенков. По количеству лепестков могут быть простыми, полумахровыми или махровыми. У некоторых сортов количество лепестков достигает 180.
Розу морщинистую можно высаживать вдоль автомобильных трасс и железных дорог — она весьма устойчива к загрязнению воздуха и почвы. В конце сентября листья некоторых её форм приобретают очень красивую красноватую окраску. А ярко-красные или тёмно-оранжевые плоды эффектно выделяются на фоне густой листвы.
Гибриды, близкие исходному виду, отличаются высокой зимостойкостью и могут выращиваться в средней полосе России без зимнего укрытия. Среди парковых роз гибриды розы ругозы занимают ведущее место. Такие сорта, как Rosa 'Golden King', Rosa 'Conrad Ferdinand Meyer' без укрытия выращиваются только в 6b (−17,8 °C… −20,6 °C) и более тёплых зонах зимостойкости.

## Некоторые сорта

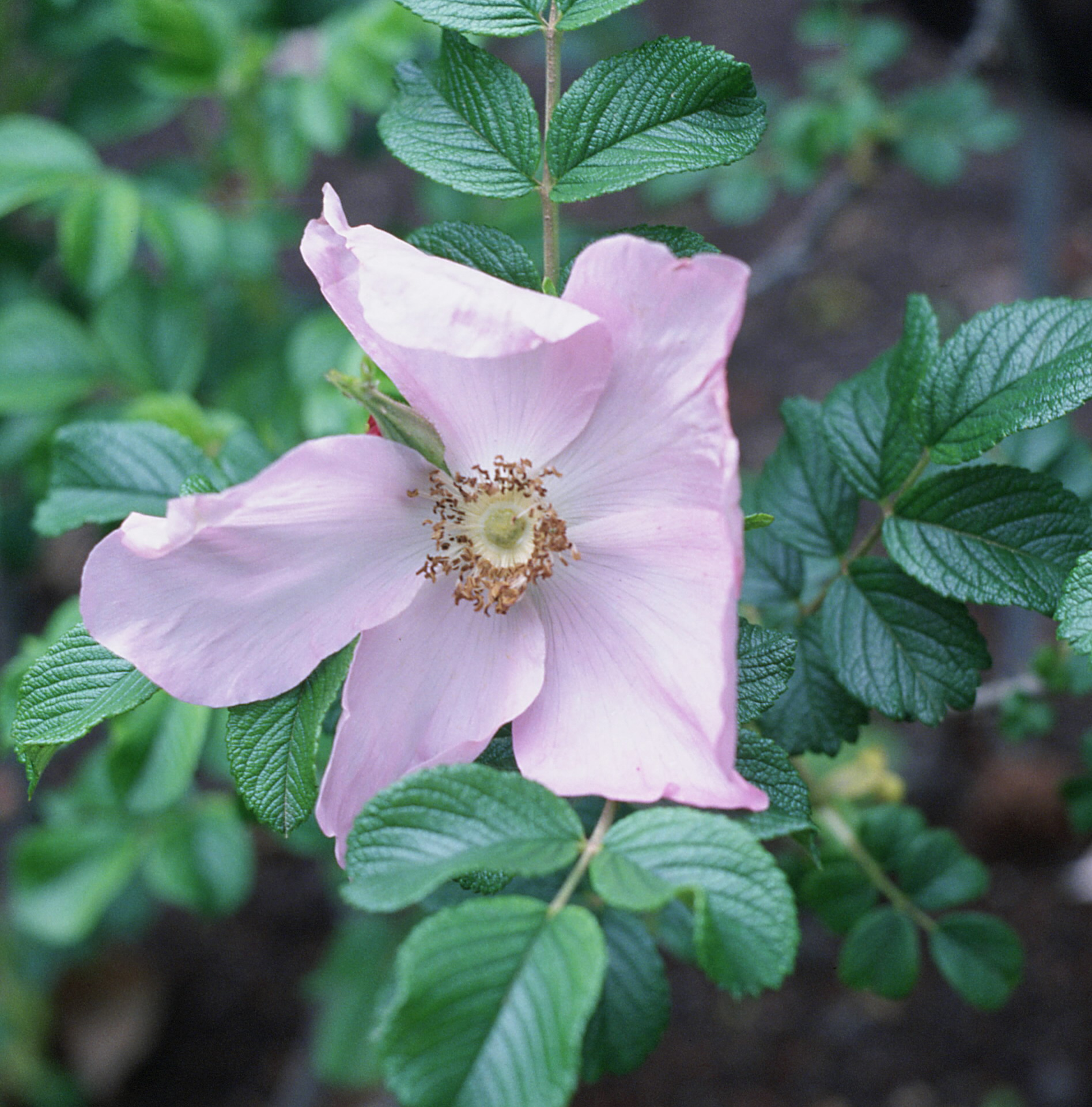
Rosa 'Dagmar Hastrup'

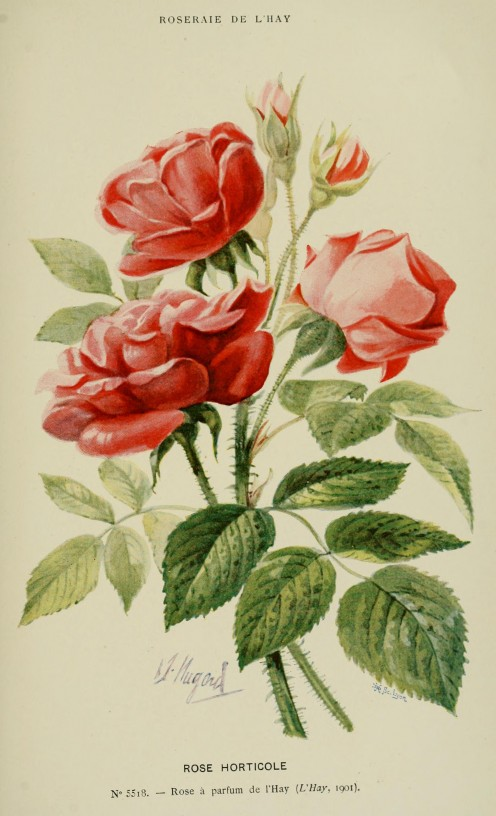
Rosa 'Parfum de l'Hay'. Ботаническая иллюстрация из Journal des Roses. Художник: Claude Sebastien Hugard de la Tour (1818-1886)

- 'Царица Севера' Eduard August von Regel, 1879
- 'Agnes' Dr. W. Saunders, 1884
- 'Belle Poitevine' François-Georges-Léon Bruant, 1894
- 'Blanc Double de Coubert' Pierre Cochet, 1893
- 'Dagmar Hastrup' Knud Julianus Hastrup, 1914
- 'Delicata' Cooling & Son, 1898
- 'F.J. Grootendorst' De Goey, 1918
- 'Fimbriata' Morlet, 1891
- 'Hansa' Schaum & Van Tol, 1905
- 'Hansaland' W. Kordes & Sons, 1993
- 'Henry Hudson' Dr. Felicitas Svejda, 1966
- 'Jens Munk' Dr. Felicitas Svejda, 1964
- 'Linda Campbell' Ralph S. Moore, 1990
- 'Max Graf' James H. Bowditch, 1919
- 'Ritausma' Дзидра Риекста, 1963
- 'Robusta' Kordes, 1979
- 'Roseraie de L’Hay' Jules Gravereaux, 1901
- 'Rotes Meer' Karl Baum, 1983
- 'Rugosa Magnifica' Dr. Walter Van Fleet, 1900
- 'Snow Owl' Uhl, 1989
- 'Thérèse Bugnet' Georges Bugnet, 1950
- 'Topaz Jewel'  Ralph S. Moore, 1987 — первый сорт с жёлтыми цветками имеющий повторное цветение[4].
- 'Parfum de L'Hay' Jules Gravereaux, 1901
- 'Wasagaming' Dr. Frank Leith Skinner, 1939